# Krassimira Guiurova
Krassimira Guiurova   (Sofia, 26 d'octubre de 1953 - Sofia, 30 de març de 2011) fou una jugadora de bàsquet búlgara que va competir durant la dècada de 1970.
El 1976 va prendre part en els Jocs Olímpics de Mont-real, on guanyà la medalla de bronze en la competició de bàsquet.